# Сонмох дрібногачкуватий
Сонмох дрібногачкуватий (Hypnum hamulosum) — вид мохів порядку гіпнобрієвих (Hypnales).

## Поширення
Ареал охоплює такі частини світу: Європа, Азія, Північна Америка.
Населяє вапняні породи, в ущелинах, тундрі, горах.

## Галерея

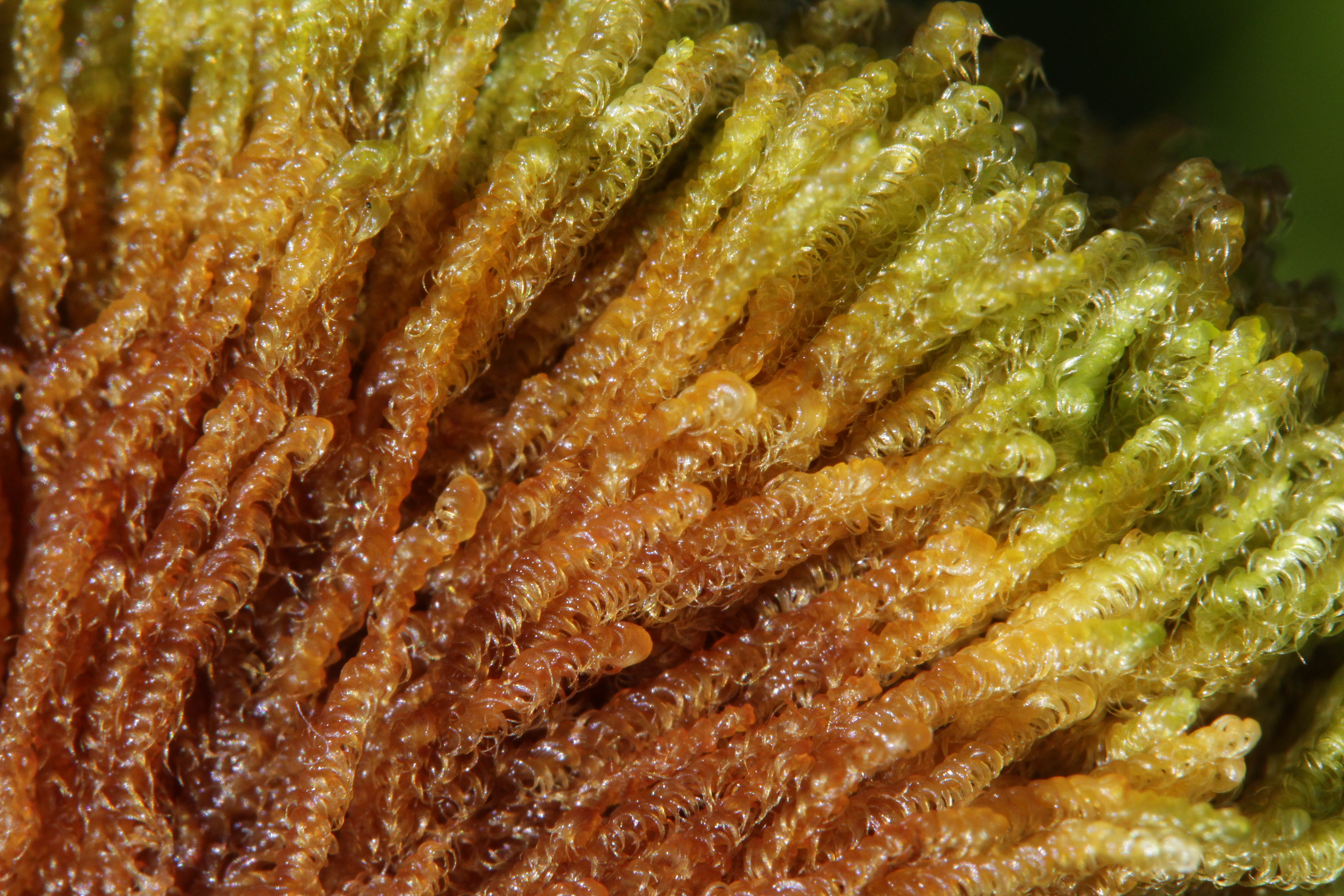
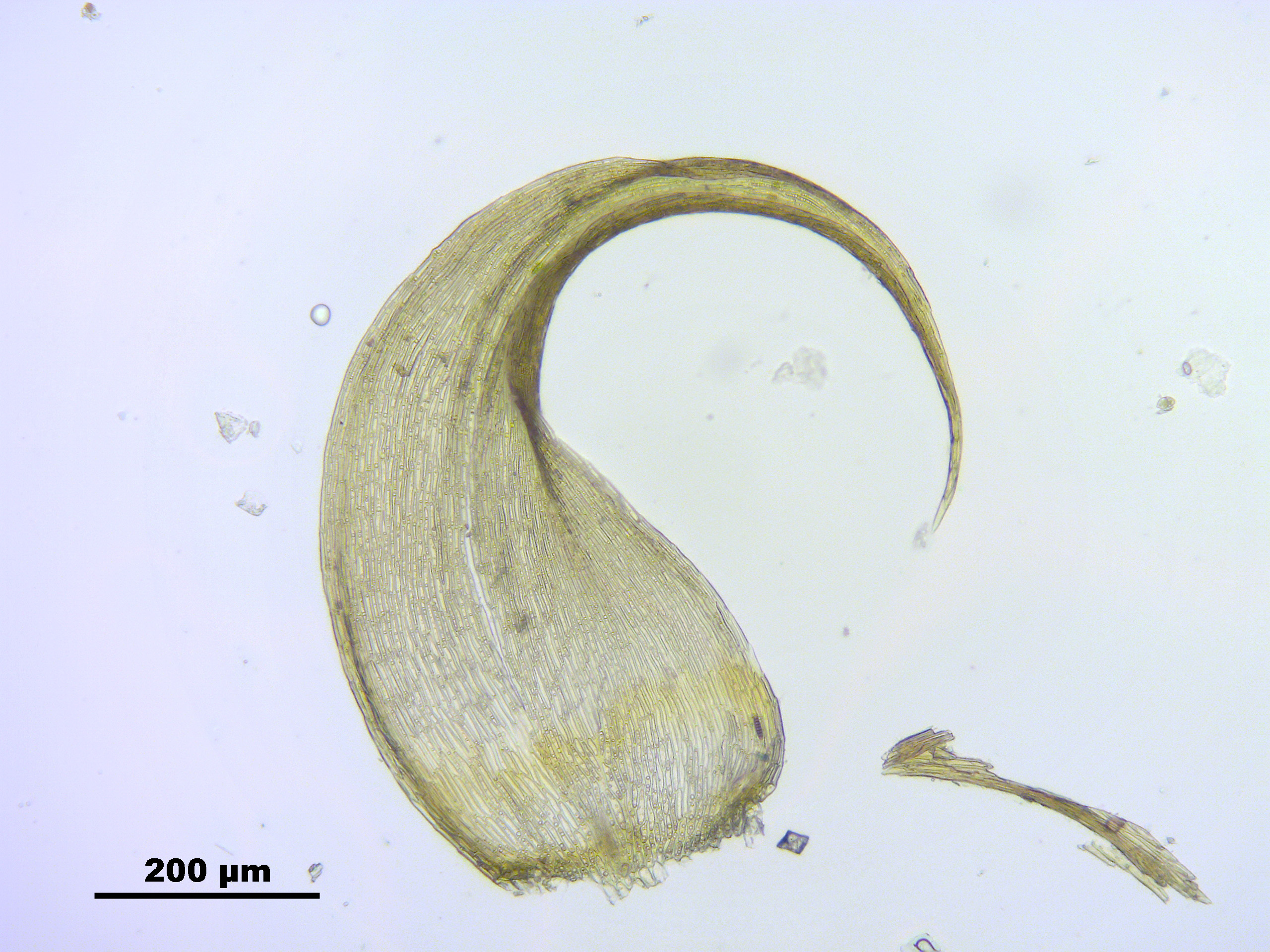

## Характеристика
Рослини дрібні, [в пучках], жовтуваті. Стебла 2–9 см, жовтуваті, прямі, перисті або нерівнорозгалужені, гілки 0.4–0.8 см. Стеблові листки яйцювато-ланцетні, поступово звужені до верхівки, 1.3–1.5 × 0.4–0.5 мм; краї плоскі, зазвичай цілокраї, до верхівки слабо зубчасті; верхівка вузько загострена. Коробочкові ніжки червонуваті, 1–2 см. Коробочка від нахиленої до горизонтальної, коричнева, довго-циліндрична, 1.5–1.8 мм.